# ゲンと不動明王
『ゲンと不動明王』（ゲンとふどうみょうおう）は宮口しづえの1958年に発表された児童小説。およびこれを原作とする東宝映画およびNHKこども劇場で1963年4月28日に放送されたテレビドラマなどがある。映画とドラマについてはこの項で述べる。

## 解説
児童文学作家の宮口しづえの初長編小説であり、1958年に同じく児童文学作家の坪田譲治の尽力によって筑摩書房から刊行された。単行本としては短編集『ミノスケのスキー帽』に続いて2冊目にあたる。
木曽の山奥に建つセイカン寺の子どもであるゲンとイズミの兄妹愛を描いた本作品は、1959年には第2回小川未明文学賞奨励賞を受賞。ラジオ化やテレビ化など、さまざまなメディアを通して普及した。1960年には続編にあたる『山の終バス』、1964年にはさらにその続編にあたる『ゲンとイズミ』が出版された。
木曽の山奥に建つセイカン寺とは、岐阜県中津川市にある中山道馬籠宿の永昌寺がモデルとされている。

## ストーリー
ゲンとイズミの兄妹は、木曽の山奥のセイカン寺の子供である。病気で母親を失った2人は励ましあいながら明るく暮らしていたが、兄のゲンが隣村のクオン寺に預けられることになる。間もなく兄妹の父親にあたるセイカン寺の住職は後妻を迎え、イズミには新しい母さんができる。一方、ゲンは厳格なクオン寺のおばさんになじめず、意地を張ったり寂しさを募らせたりするが、床の間に飾られた不動明王さまが心の支えとなる。しかし、ハチの巣取りに失敗して怪我をしたことが引き金となり、友達といさかいを起こしたゲンは、ついにクオン寺を飛び出してしまう。この事件のあと、ゲンはセイカン寺に帰されるが、新しい母さんに素直に接することができない。そんなある日、ゲンの夢に不動明王様が現れる。明王様に促されたゲンは、翌朝初めて「母さん」と呼ぶことが出来たのだった。

## 映画版
1961年（昭和36年）9月17日に公開された日本の特撮映画。配給は東宝。モノクロ、東宝スコープ。同時上映は『アッちゃんのベビーギャング』。
三船敏郎扮する不動明王のシーンを特撮監督の円谷英二が手がけ、ブルーバック合成などを用いている。モノクロ作品だが、一部の特撮シーンでは赤紫色に着色処理がなされている。しかし、いわゆる東宝特撮作品には含まれないことが多い。
ポスターの挿絵には筑摩書房での装幀、挿絵を担当した朝倉摂が起用された。
同年7月に公開された映画『モスラ』では、モスラが渋谷を襲撃するシーンで本作品の看板が掲げられている。
2004年3月に日本映画専門チャンネルで初めてテレビ放送された。

### キャスト
- ゲン[7]：小柳徹
- 不動明王[7]：三船敏郎
- イズミ[7]：坂部尚子
- おっちゃん[7]（ゲンとイズミの父親）：千秋実
- おその[7]（おっちゃんの後妻）：乙羽信子
- クオン寺の和尚[7]：笠智衆
- 大妻かね[7]：高橋とよ
- 焼酎屋のおばさん[7]：千石規子
- 娘・光子[7]：浜美枝
- バス運転手・原竹夫[7]：夏木陽介
- 峠の茶屋のばあさん：飯田蝶子
- すずめ屋：東郷晴子
- 小林：小杉義男
- 音爺：左卜全
- 藤山：田武謙三
- 地主：香川良介
- 安井：横山運平
- 徳平：谷晃
- 佐々木：稲葉義男
- 信一：土屋嘉男
- 地主の母：音羽久米子
- 藤山の母：村田嘉久子
- きりさ：菅井きん
- マサシ：奥村弘二
- ハルキ：寺田耕司
- 佐田豊
- 沢村いき雄
- 馬野都留子
- パン屋（シキシマパン）で働くこども：中島基博

### スタッフ
- 製作・監督：稲垣浩
- 原作：宮口しづえ（筑摩書房版）
- 脚本：井手俊郎、松山善三
- 撮影：山田一夫
- 美術：竹内和雄
- 録音：西川善男、宮崎正信
- 照明：小島正七
- 音楽：団伊玖磨
- 監督助手：丸輝夫
- 編集：黒岩義民
- 現像：キヌタ・ラボラトリー
- 製作担当者：川上勝太郎
- 特殊技術
  - 特技監督：円谷英二
  - 撮影：有川貞昌、富岡素敬[7]
  - 光学撮影：真野田幸雄
  - 合成撮影：向山宏
  - 特殊美術：渡辺明
  - 照明：岸田九一郎

## テレビドラマ
テレビドラマは1963年4月28日に、NHK総合テレビの『こども劇場』第4回目に放送された。出演は鷲見昭、道木桂子ほか。
| NHK総合テレビ こども劇場 | NHK総合テレビ こども劇場 | NHK総合テレビ こども劇場 |
| 前番組                   | 番組名                   | 次番組                   |
| ------------------------ | ------------------------ | ------------------------ |
| どこかに青空が…          | ゲンと不動明王           | 千岩さんと子供たち       |